# Rabod von Kröcher
Rabod Wilhelm von Kröcher (Vogtsbrügge, 30 de junho de 1880 -  25 de dezembro de 1945) foi um ginete alemão, medalhista olímpico. 

## Carreira
Rabod von Kröcher representou seu país nos Jogos Olímpicos de 1912, na qual conquistou a medalha de prata no salto individual. 